# Michel Edme Petit
Michel Edme Petit, né le 13 janvier 1739 à Paris (paroisse Saint-Paul), mort le 8 pluviôse an III  (le 27 janvier 1795) dans la même ville, un homme politique de la Révolution française.

## Biographie
La monarchie constitutionnelle, mise en application par la constitution du 3 septembre 1791, prend fin à l'issue de la journée du 10 août 1792 : les bataillons de fédérés bretons et marseillais et les insurgés des faubourgs de Paris prennent le palais des Tuileries. Louis XVI est suspendu et incarcéré, avec sa famille, à la tour du Temple.
En septembre 1792, Michel-Edme Petit est élu député du département de l'Aisne, le septième sur douze, à la Convention nationale.
Il siège sur les bancs de la Plaine mais affiche des proximités avec Gironde. Lors du procès de Louis XVI, il vote la mort, se prononce en faveur de l'appel au peuple mais rejette le sursis à l'exécution de la peine. Le 13 avril 1793, il est absent lors du scrutin sur la mise en accusation de Jean-Paul Marat. Le 28 mai, il vote contre le rétablissement de la Commission des Douze.
Le 30 juin, André Dumont (député de la Somme), membre du Comité de sûreté générale, dénonce une pétition signée par sept députés de l'Aisne (Jean-François Belin, Augustin Bouchereau, Nicolas de Condorcet, Jean Lecarlier, Pierre Loysel, Jean-Jaques Fiquet et Petit), envoyée aux autorités du département, qui dénonce les journées du 31 mai et du 2 juin ; il propose de décréter d'arrestation les députés signataires. Sur motion de Léonard Bourdon (député du Loiret) et de Louis Legendre (député de la Seine), la proposition est renvoyée au Comité de Salut public et les signataires ne sont pas arrêtés,,.

## Sources
1. ↑  Archives de Paris, « État-civil reconstitué, registre des naissances, vue 40 / 51, V3E/N 1784 » , sur https://archives.paris.fr (consulté le 3 juillet 2025)
2. ↑  Journal de Paris n°131, « Convention nationale, séance du 10 pluviôse (29 janvier) » , sur https://www.retronews.fr, 11 pluviôse an 3 (30 janvier 1795) (consulté le 3 juillet 2025)
3. ↑  Claveau, Louis, Ducom, André Jean (1861-1923), Lataste, Lodoïs (1842-1923) et Pionnier, Constant (1857-1924), « Archives parlementaires de 1787 à 1860, Première série, tome 52, Liste des députés par départements » , sur https://gallica.bnf.fr, 1897 (consulté le 3 juillet 2025)
4. ↑  Froullé, Jacques-François (≃1734-1794) et Levigneur, Thomas (≃1747-1794), « Liste comparative des cinq appels nominaux . Faits dans les séances des 15, 16, 17, 18 et 19 janvier 1793, sur le procès et le jugement de Louis XVI » , sur https://gallica.bnf.fr, 1793 (consulté le 3 juillet 2025)
5. ↑  Claveau, Louis, Ducom, André Jean (1861-1923), Lataste, Lodoïs (1842-1923) et Pionnier, Constant (1857-1924), « Archives parlementaires de 1787 à 1860, Première série, tome 62, séance du 13 avril 1793 » , sur https://gallica.bnf.fr, 1902 (consulté le 3 juillet 2025)
6. ↑  Claveau, Louis, Ducom, André Jean (1861-1923), Lataste, Lodoïs (1842-1923) et Pionnier, Constant (1857-1924), « Archives parlementaires de 1787 à 1860, Première série, tome 65, séance du 28 mai 1793 » , sur https://gallica.bnf.fr, 1904 (consulté le 3 juillet 2025)
7. ↑  Claveau, Louis, Ducom, André Jean (1861-1923), Lataste, Lodoïs (1842-1923) et Pionnier, Constant (1857-1924), « Archives parlementaires de 1787 à 1860, Première série, tome 66, séance du 30 juin 1793 » , sur https://gallica.bnf.fr, 1905 (consulté le 3 juillet 2025)
8. ↑  Ternaux, Mortimer (1808-1871), « Histoire de la Terreur 1792-1794. Tome septième » , sur https://gallica.bnf.fr, 1881 (consulté le 3 juillet 2025)
9. ↑  Laurent Brassart, « Les voies enchevêtrées de la mobilisation politique : l'échec de la révolte anti-montagnarde dans un département modéré (juin 1793) », Revue d’histoire moderne & contemporaine, vol. 571, no 1,‎ 18 mai 2010, p. 25–46 (ISSN 0048-8003, DOI 10.3917/rhmc.571.0025, lire en ligne, consulté le 3 juillet 2025)

- « Michel Edme Petit », dans Adolphe Robert et Gaston Cougny, Dictionnaire des parlementaires français, Edgar Bourloton, 1889-1891 [détail de l’édition]